# MCN (Sänger)
MCN (* 1989 in Leverkusen; bürgerlich Norman Ouchen) ist ein deutscher Sänger.

## Karriere
MCN, bürgerlich Norman Ouchen, ist am 10. Dezember 1989 im Jahr der Wiedervereinigung in Leverkusen zur Welt gekommen. Seine Eltern stammen aus der marokkanischen Stadt Tanger und kamen als Gastarbeiterkinder nach Deutschland.
MCN hat bereits im Alter von 10 Jahren angefangen eigene Songtexte zu schreiben und zu Singen. Er inspirierte sich schon in jungen Jahren von der Mini Playback Show, die damals noch im Fernsehen lief. Erst war es nur das Nachahmen von Idolen, die er dort gesehen hat, mit den Jahren hat er begonnen seinen eigenen Stil zu entwickeln.
2007 gründete er seine erste Hip-Hop-Band Block Heat Music in Leverkusen-Wiesdorf. Derbe Beats und ehrliche Texte, lokale Themen wie Ausländer, Drogen und Kriminalität thematisieren, sind emotionaler Spiegel der jungen Leverkusener. Zwischen den Liedzeilen erkennt der Hörer lokale Wahrzeichen, wie etwa das Bayer-Kreuz. Die vierköpfige Band probte von nun an in einem Bunker.
2012 trennte sich die Band und MCN machte als Solo-Musiker weiter.
Am 27. September 2019 veröffentlichte MCN Wenn du da bist gemeinsam mit dem Rapper K-Fly. Der Song kletterte auf Platz drei der iTunes-Charts, schnappte sich den 13. Platz der Download-Charts und landete auch in den offiziellen deutschen Charts auf Platz 83.
MCN landet mit seiner Single Wenn du da bist einen viralen Hit in Deutschland.

## Musikstil
Pop-Rap ist eine Stilrichtung der Hip-Hop-Musik, die Rap mit melodischen Elementen der Popmusik kombiniert.

## Diskografie
Singles
- 2018: Tanger (mit Jayo)
- 2018: Näher (mit Jayo)
- 2018: Fantasie (mit Eddy)
- 2019: Ya Lili Remix (mit Edoub)
- 2019: Wenn du da bist (mit K-Fly)
- 2020: Danke (mit K-Fly)
- 2020: Du + Ich (mit T-Zon)
- 2020: Egal wohin (feat. K-Fly)
- 2020: Drahtseil
- 2020: Hayati (mit K-Fly)
- 2020: Dann geh (mit K-Fly)
- 2020: Mein Geschenk
- 2021: Sag mir warum
- 2021: Weil wir uns brauchen (mit Mrs Nina Chartier)
- 2022: Diamanten regnen
- 2022: Beim letzten Mal (mit Jayo)